# Musikjahr 1736
Liste der Musikjahre

◄◄ | ◄ | 1732 | 1733 | 1734 | 1735 | Musikjahr 1736 | 1737 | 1738 | 1739 | 1740 | ► | ►►

Weitere Ereignisse
Dieser Artikel behandelt das Musikjahr 1736.

## Ereignisse

### Johann Sebastian Bach
- Johann Sebastian Bach ist seit dem 30. Mai 1723 Thomaskantor und musikalischer Leiter der Thomaskirche in Leipzig. Außerdem hat er 1729 die Leitung des 1701 von Georg Philipp Telemann gegründeten Collegium musicum übernommen. Durch die zusätzliche Leitung des Kollegiums erweitert er seine Wirkungsmöglichkeiten im Leipziger Musikleben beträchtlich. Mit diesem studentischen Ensemble führt er deutsche und italienische Instrumental- und Vokalmusik auf, darunter seine eigenen in Weimar und Köthen entstandenen Konzerte, die er später auch zu Cembalokonzerten mit bis zu vier Solisten umarbeiten wird. Die Konzerte finden ein- bis zweimal pro Woche im Zimmermannischen Caffee-Hauß (1943 kriegszerstört) oder im dazugehörigen Garten statt.
- 29. März: Johann Sebastian Bachs Matthäus-Passion (BWV 244), deren Uraufführung am 11. April 1727 stattfand, erklingt in der Thomaskirche in Leipzig zum ersten Mal in der überarbeiteten Fassung Bachs, die heute als gültig betrachtet wird und den meisten Aufführungen des Werkes zu Grunde liegt. Sie liegt in einer Reinschrift aus der zweiten Hälfte der 1730er Jahre vor, die als Bachs schönstes und sorgfältigstes Autograph gilt und auf die große Bedeutung hinweist, die er selbst dem Werk beigemessen hat. Die Partitur gehört heute der Staatsbibliothek zu Berlin und zählt zu ihren kostbarsten Originalhandschriften.

Matthäus-Passion von Johann Sebastian Bach – Titelblatt der Reinschrift Bachs (spätere Fassung von 1736)
Matthäus-Passion von Johann Sebastian Bach – Ende des Rezitativs Nr. 24 und Anfang von Nr. 25 in Bachs originaler Reinschrift mit Angabe der Besetzung
Matthäus-Passion von Johann Sebastian Bach – Beginn des Rezitativs Nr. 71 in Bachs originaler Reinschrift.

- 07. Oktober: Am Geburtstag von August III. führt Johann Sebastian Bach seine Kantate Schleicht, spielende Wellen, und murmelt gelinde (BWV 206) erstmals auf. Der Librettist des Werkes ist unbekannt, könnte jedoch Christian Friedrich Henrici (auch als Picander bekannt) gewesen sein.
- 19. November: Nach Einreichung der zweisätzigen Urfassung der h-Moll-Messe aus dem Jahr 1733 beim kurfürstlichen Hof in Dresden erhält Bach die ersehnte Nachricht, sich „königlich polnischer und kurfürstlich sächsischer Compositeur bey Dero Hoff-Capelle“ nennen zu dürfen. Der Titel ist weder mit Privilegien noch mit Einkünften verbunden, stärkt jedoch seine Position gegenüber den Leipziger Autoritäten.
- 01. Dezember: Johann Sebastian Bach spielt die neue Orgel der Frauenkirche in Dresden, die im November durch Gottfried Silbermann fertiggestellt wurde.
- Zahlreiche Kirchenlieder von Johann Sebastian Bach werden in Georg Christian Schemellis Musicalisches Gesang-Buch veröffentlicht.

### Georg Friedrich Händel
- Georg Friedrich Händel, der 1729 gemeinsam mit Johann Jacob Heidegger die „zweite Opernakademie“ gegründet hat, ist musikalischer Direktor dieser Nachfolgeorganisation der Royal Academy of Music.
- Händel wohnt seit Juli/August 1723 in London in der 25 Brook Street und bewohnt hier bis zu seinem Tod im Jahr 1759 zwei Stockwerke. Nahezu alle Werke, die seit 1723 entstehen, werden in diesem Haus komponiert. Auch die Vorbereitungen der Aufführungen finden oft im Händelschen Dining Room statt.
- 19. Februar: Die Uraufführung der Cäcilienode Das Alexanderfest von Georg Friedrich Händel nach einer Ode von John Dryden findet im Covent Garden Theatre vor 1300 Menschen statt. Zwischen den Akten spielt Händel das Concerto grosso C-Dur (HWV 318), das mit dem Namen Alexanderfest verbunden bleiben wird. Eine zweite Aufführung in Anwesenheit des gesamten Hofes erfolgt am 25. Februar. Das Werk wird bis heute nahezu ununterbrochen jährlich aufgeführt.
- 12. Mai: Mit Anna Maria Strada in der Titelrolle und dem Soprankastraten Gizziello in einer weiteren Hauptrolle wird Georg Friedrich Händels Dramma per musica Atalanta zu Ehren der Vermählung des ältesten Sohnes von König George II., des Thronfolgers Friedrich Ludwig von Hannover, mit Prinzessin Augusta von Sachsen-Gotha-Altenburg im Covent Garden Theatre mit großem Erfolg uraufgeführt.

### Domenico Scarlatti
- Domenico Scarlatti ist der portugiesischen Prinzessin Maria Bárbara de Bragança, die er am Hofe des frommen und verschwendungssüchtigen Königs Johann V. in Lissabon kennengelernt und als Musiklehrer unterrichtet hatte, nach deren Heirat mit dem spanischen Thronfolger Don Fernando von Asturien (ab 1746 König Ferdinand VI.) nach Spanien gefolgt. Von Oktober 1730 bis 16. Mai 1733 war die Alcázares Reales in Sevilla seine feste Residenz und Wirkungsstätte. Danach zieht der Hof nach Norden in die Umgebung von Madrid, wo er je nach Jahreszeit abwechselnd in den Schlössern Buen Retiro, El Pardo, Aranjuez, La Granja und El Escorial weilt. Scarlatti steht vermutlich weiterhin in den „privaten“ Diensten von Maria Bárbara und scheint sich praktisch ausschließlich dem Cembalo und der Komposition seiner Sonaten zu widmen.

### Georg Philipp Telemann
- Georg Philipp Telemann ist seit 1721 Cantor Johannei und Director Musices der Stadt Hamburg, eines der angesehensten musikalischen Ämter Deutschlands. In diesem Amt verpflichtet sich Telemann zur Komposition von zwei Kantaten wöchentlich und einer Passion pro Jahr, in späteren Jahren greift er allerdings bei seinen Kantaten auf frühere Werke zurück. Daneben komponiert er zahlreiche Musiken für private und öffentliche Anlässe, etwa für Gedenktage und Hochzeiten.
- Außerdem hat Telemann für ein Jahresgehalt von 300 Talern die Leitung der Hamburgischen Oper am Gänsemarkt übernommen, baut das bereits 1660 von Matthias Weckmann gegründete, aber mittlerweile nicht mehr konzertierende Collegium musicum neu auf und übernimmt zusätzlich eine Stelle als Kapellmeister von Haus aus für den Hof des Markgrafen von Bayreuth. Dorthin liefert er von Zeit zu Zeit Instrumentalmusik sowie eine Oper jährlich.

### Antonio Vivaldi
- Antonio Vivaldi ist seit 1726 musikalischer Leiter des Teatro Sant’Angelo in seiner Heimatstadt Venedig. Dort wird er sowohl als Komponist als auch als Geigenvirtuose zur lebenden Legende und zum „Wallfahrtsziel“ für viele Musiker aus ganz Europa.

### Weitere biografische Ereignisse
- Jean-Pierre Guignon besucht Lyon und spielt dort für den Herzog von Villeroy (1695–1766), dem er seinen op. 2, die 6 Sonates a deux Violoncelles, Basses de Viole, ou Bassons, widmet.
- Antonio Lotti wird am 2. April in das prestigeträchtige Amt des Maestro di Cappella der Markuskirche in Venedig berufen. Dadurch wird Lotti ein später Nachfolger von Claudio Monteverdi. Er hat sich gegen die Mitbewerber Antonio Pollarolo, Nicola Porpora und Andrea Porta durchgesetzt.
- Carl Theodorus Pachelbel übersiedelt nach Charleston, South Carolina und heiratet ein Jahr später Hannah Atkins Poivetin, mit der er einen Sohn, Charles, hat. 1736/37 gibt er in New York City und Charleston mehrere Konzerte mit Vokal- und Instrumentalmusik. Damit gehört er zu den Mitbegründern eines an der europäischen Kulturtradition orientierten nordamerikanischen Musiklebens.
- Georg Christian Schemelli veröffentlicht in Leipzig das Musicalische Gesang-Buch. Es enthält 954 geistliche Lieder, von denen jedoch nur 69 mit Noten versehen sind. Durch die Mitarbeit von Johann Sebastian Bach ist das Gesangbuch bis heute bekannt.

### Zitate

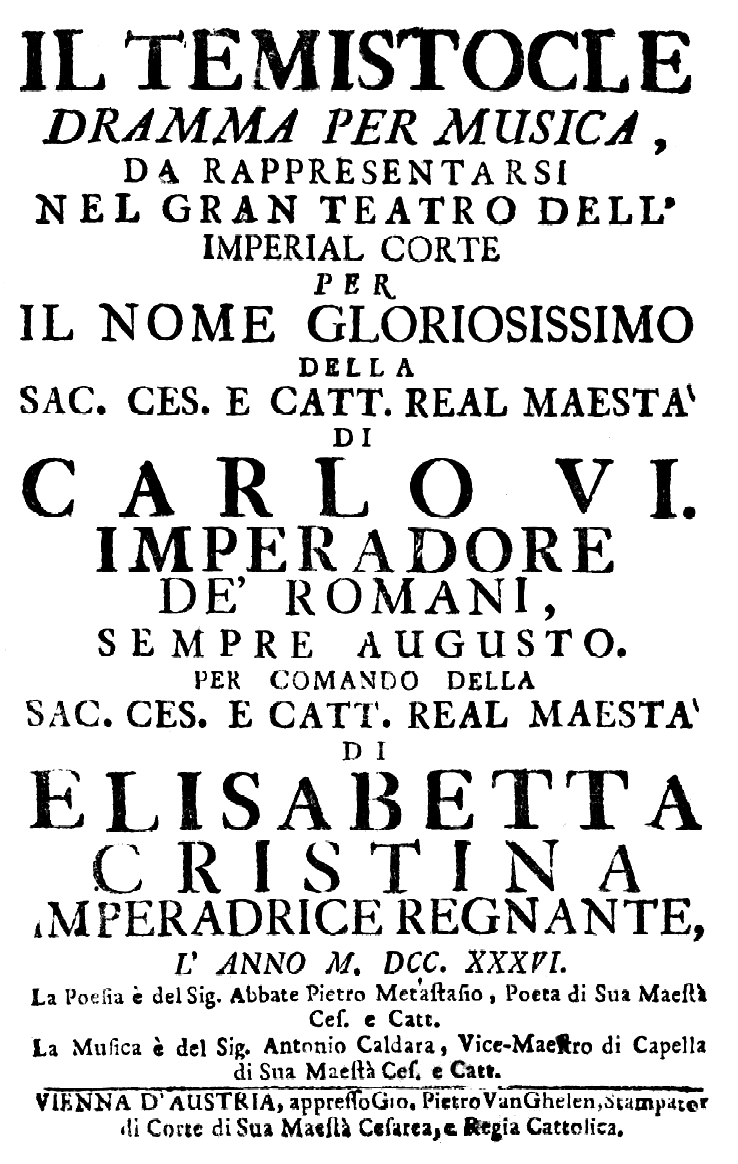
Antonio Caldara – Temistocle – Titelseite des Librettos – Wien 1736

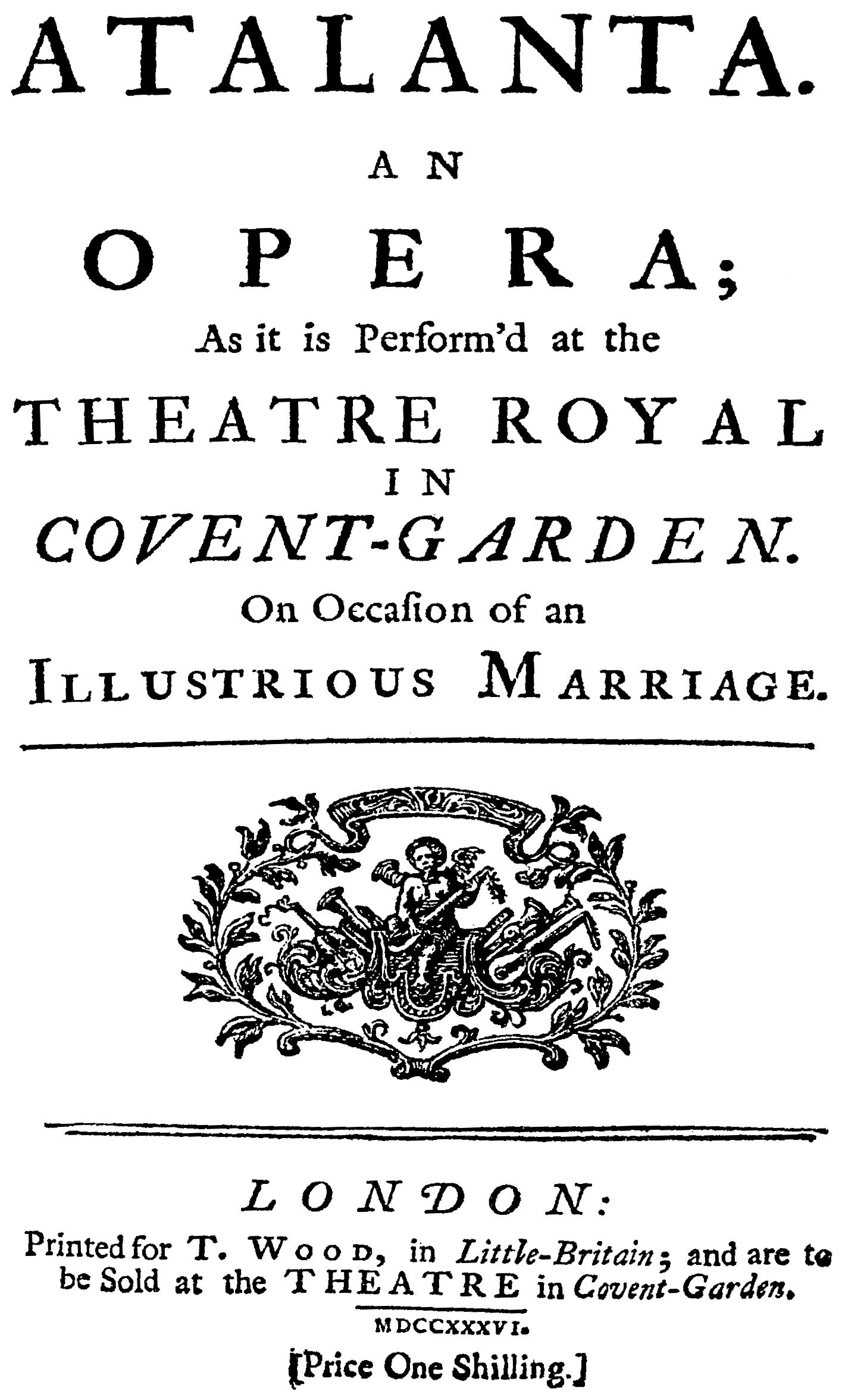
Georg Friedrich Händel – Atalanta – Titelseite des Librettos – London 1736

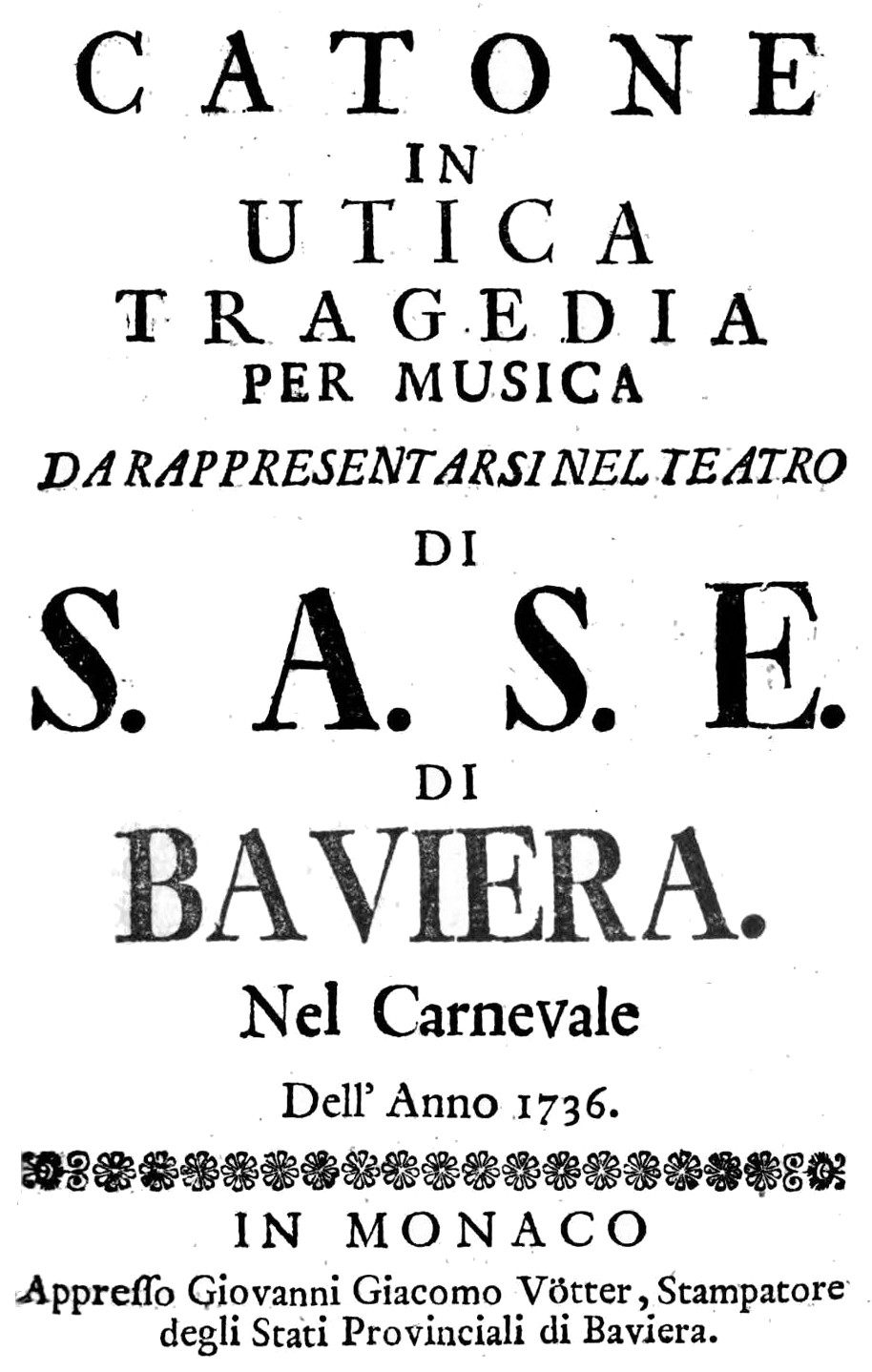
Pietro Torri – Catone in Utica – Titelseite des Librettos – München 1736

„Berühmter Silbermann! … Dein Ruhm wird ewig bleiben, den DU durch Deine Kunst mit gantz geschickter Hand bereits erworben hast in unserm Sachsen-Land.“

### Uraufführungen

#### Bühnenwerke

##### Oper
- 13. Februar: Die erste Vertonung von Pietro Metastasios Libretto Achille in Sciro durch Antonio Caldara wird anlässlich der Hochzeit von Erzherzogin Maria Theresia mit Franz Stephan von Lothringen am Hoftheater in Wien uraufgeführt.
- 23. Januar: Das Dramma per musica in drei Akten Nitocri, regina d’Egitto von Geminiano Giacomelli auf das Libretto von Apostolo Zeno wird im Teatro Tordinona in Rom uraufgeführt.
- Karneval: Die Oper Ginevra principessa di Scozia von Antonio Vivaldi auf ein Libretto von Antonio Salvi wird im Teatro della Pergola in Florenz uraufgeführt.
- 26. April oder 3. Mai: Uraufführung des Opéra-ballet Les voyages de l’Amour von Joseph Bodin de Boismortier auf das Libretto von Charles-Antoine Leclerc de La Bruère in Paris.
- 04. Mai: Uraufführung der Serenata La festa d'Imeneo von Nicola Antonio Porpora auf das Libretto von Paolo Antonio Rolli im King’s Theatre in London.
- 12. Mai: Mit Anna Maria Strada in der Titelrolle und dem Soprankastraten Gizziello in einer weiteren Hauptrolle wird Georg Friedrich Händels Dramma per musica Atalanta zu Ehren der Vermählung des ältesten Sohnes von König George II., des Thronfolgers Friedrich Ludwig von Hannover, mit Prinzessin Augusta von Sachsen-Gotha-Altenburg im Covent Garden Theatre mit großem Erfolg uraufgeführt.
- 28. August: Ciro riconosciuto, ein weiteres Libretto von Pietro Metastasio in der erstmaligen Vertonung durch Antonio Caldara, wird zur Feier des Geburtstags der Kaiserin Elisabeth, der Gemahlin Karls VI., in der Favorita in Wien uraufgeführt.
- Herbst: Das Dramma per musica in drei Akten Arsace von Geminiano Giacomelli auf ein Libretto von Antonio Salvi und Giovanni Boldini wird in Pisa (Prato?) uraufgeführt. Weitere Aufführungen finden am 26. Dezember im Teatro San Cassiano in Venedig, im Herbst 1737 in Theater am Tummelplatz in Graz und 1739 und 1742 im Theater am Kärntnertor in Wien statt.
- 04. November: Die Uraufführung der Oper Temistocle von Antonio Caldara auf das Libretto von Pietro Metastasio findet am Hoftheater in Wien statt.
- Mademoiselle Duval – Les Génies ou Les Caractères de l'amour (Libretto von Jacques Fleury)
- Leonardo Leo – Farnace
- Nicola Antonio Porpora – Orfeo (Pasticcio; Libretto von Paolo Antonio Rolli; Uraufführung in London 1736)
- Giovanni Alberto Ristori – Le fate (Libretto von Stefano Benedetto Pallavicino)

##### Oratorium
- 19. Februar: Die Uraufführung der Cäcilienode Das Alexanderfest (HWV 75) von Georg Friedrich Händel nach einer Ode von John Dryden findet im Covent Garden Theatre vor 1.300 Menschen statt. Zwischen den Akten spielt Händel das Concerto grosso C-Dur (HWV 318), das mit dem Namen Alexanderfest verbunden bleiben wird. Eine zweite Aufführung in Anwesenheit des gesamten Hofes erfolgt am 25. Februar. Das Werk wird bis heute nahezu ununterbrochen jährlich aufgeführt.
- Francesco Durante – Abigaile
- Georg Philipp Telemann – Wenn meine Sünd' mich kranken (TWV 5:21)[1]

### Instrumentalmusik

#### Konzerte
- Pietro Castrucci – 12 Concerti Grossi, op. 3
- Nicolo Antonio Porpora – 6 Sinfonie da camera, op. 2 (London)

#### Kammermusik
- Pietro Locatelli – 6 Trio Sonatas, op. 5 (Amsterdam)
- Giuseppe Sammartini – 6 Trio Sonatas, op. 1

#### Flöte
- Giuseppe Sammartini – 12 Flute Sonatas, op. 2

#### Violine
- Jean-Pierre Guignon
  - Pieces à 2 violons, op. 8
  - Nouvelles variations de divers airs et les Folies d'Espagne, op. 9
- Jean-Marie Leclair – Première recréation de musique d’une execution facile, op. 6 (Paris)
- Carlo Tessarini – 12 Violin Sonatas, op. 3

#### Violoncello
- Jean-Baptiste Barrière – 6 Cello Sonatas, Buch 3
- Benedetto Marcello – 6 Sonatas für 2 Cellos, op. 2

### Tastenmusik

#### Cembalo
- Carl Philipp Emanual Bach – Cembalosonate in G-Dur (H.15)
- Joseph Bodin de Boismortier – Quatre suites de pièces de clavecin, op. 59 (Paris)
- Franz Anton Maichelbeck – 8 Keyboard Sonatas, op. 1

### Vokalmusik

#### Geistlich
- Johann Sebastian Bach

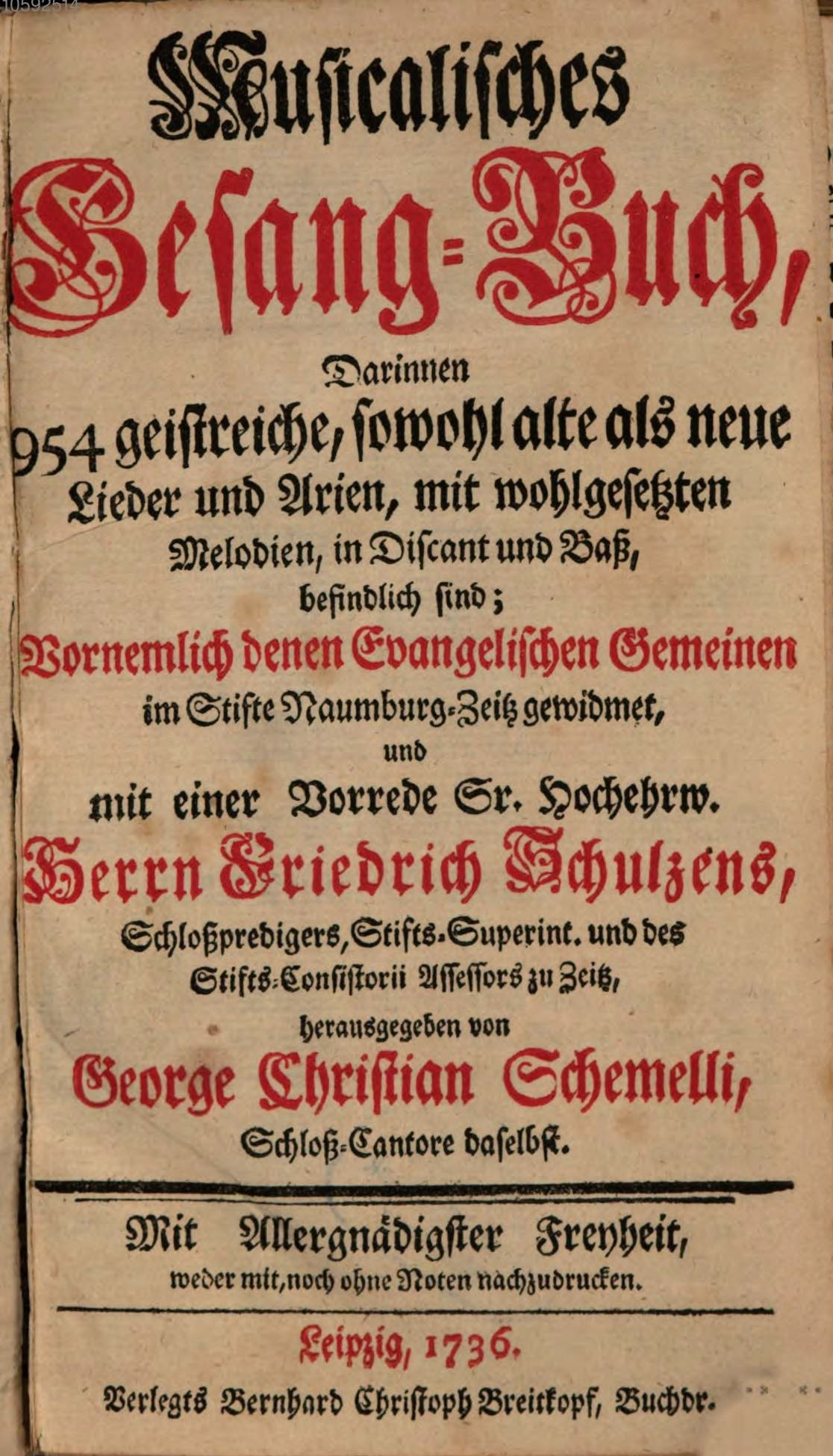
Georg Christian Schemelli – Musicalisches Gesang-Buch – Leipzig 1736

  - Kirchenlieder Bachs in Georg Christian Schemellis Musicalisches Gesang-Buch
    - Ach, dass nicht die letzte Stunde (BWV 439)
    - Auf, auf! die rechte Zeit ist hier (BWV 440)
    - Auf! auf! mein Herz, mit Freuden (BWV 441)
    - Beglückter Stand getreuer Seelen (BWV 442)
    - Beschränkt, ihr Weisen dieser Welt (BWV 443)
    - Brich entzwei, mein armes Herze (BWV 444)
    - Brunnquell aller Güter (BWV 445)
    - Der lieben Sonne Licht und Pracht (BWV 446)
    - Der Tag ist hin, die Sonne gehet nieder (BWV 447)
    - Der Tag mit seinem Lichte (BWV 448)
    - Dich bet ich an, mein höchster Gott (BWV 449)
    - Die bittre Leidenszeit beginnet abermal (BWV 450)
    - Die güldne Sonne voll Freud und Wonne (BWV 451)
    - Dir, dir, Jehova, will ich singen (BWV 452)
    - Eins ist not! ach Herr, dies Eine (BWV 453)
    - Ermuntre dich, mein schwacher Geist (BWV 454)
    - Erwürgtes Lamm, das die verwahrten Siegel (BWV 455)
    - Es glänzet der Christen inwendiges Leben (BWV 456)
    - Es ist nun aus mit meinem Leben (BWV 457)
    - Es ist vollbracht! Vergiss ja nicht dies Wort (BWV 458)
    - Es kostet viel, ein Christ zu sein (BWV 459)
    - Gib dich zufrieden und sei stille (BWV 460)
    - Gott lebet noch (BWV 461)
    - Gott, wie groß ist deine Güte (BWV 462)
    - Herr, nicht schicke deine Rache (BWV 463)
    - Ich bin ja, Herr, in deiner Macht (BWV 464)
    - Ich freue mich in dir (BWV 465)
    - Ich halte treulich still (BWV 466)
    - Ich lass dich nicht (BWV 467)
    - Ich liebe Jesum alle Stund (BWV 468)
    - Ich steh an deiner Krippen hier (BWV 469)
    - Jesu, Jesu, du bist mein (BWV 470)
    - Jesu, deine Liebeswunden (BWV 471)
    - Jesu, meines Glaubens Zier (BWV 472)
    - Jesu, meines Herzens Freud (BWV 473)
    - Jesus ist das schönste Licht (BWV 474)
    - Jesus, unser Trost und Leben (BWV 475)
    - Ihr Gestirn, ihr hohen Lüfte (BWV 476)
    - Kein Stündlein geht dahin (BWV 477)
    - Komm, süßer Tod (BWV 478)
    - Kommt, Seelen, dieser Tag (BWV 479)
    - Kommt wieder aus der finstern Gruft (BWV 480)
    - Lasset uns mit Jesu ziehen (BWV 481)
    - Liebes Herz, bedenke doch (BWV 482)
    - Liebster Gott, wann werd' ich sterben? (BWV 483)
    - Liebster Herr Jesu, wo bleibst du so lange? (BWV 484)
    - Liebster Immanuel, Herzog der Frommen (BWV 485)
    - Mein Jesu, dem die Seraphinen (BWV 486)
    - Mein Jesu, was für Seelenweh (BWV 487)
    - Meines Lebens letzte Zeit (BWV 488)
    - Nicht so traurig, nicht so sehr (BWV 489)
    - Nur mein Jesus ist mein Leben (BWV 490)
    - O du Liebe meiner Liebe (BWV 491)
    - O finstre Nacht, wann wirst du doch vergehen (BWV 492)
    - O Jesulein süß, o Jesulein mild (BWV 493)
    - O liebe Seele, zieh die Sinnen (BWV 494)
    - O wie selig seid ihr doch, ihr Frommen (BWV 495)
    - Seelenbräutigam (BWV 496)
    - Seelenweide (BWV 497)
    - Selig! wer an Jesum denkt (BWV 498)
    - Sei gegrüßet, Jesu gütig (BWV 499)
    - So gehst du nun, mein Jesu, hin (BWV 500)
    - So gibst du nun, mein Jesu, gute Nacht (BWV 501)
    - So wünsch' ich mir zu guter Letzt (BWV 502)
    - Steh ich bei meinem Gott (BWV 503)[2]
    - Vergiss mein nicht, dass ich dein nicht vergesse (BWV 504)
    - Vergiss mein nicht, mein allerliebster Gott (BWV 505)
    - Was bist du doch, o Seele, so betrübet (BWV 506)
    - Wo ist mein Schäflein, das ich liebe (BWV 507)

  - Motette O Jesu Christ, meins Lebens Licht (BWV 118)
- Johann Adolph Hasse – Salve regina in A-Dur
- Giovanni Battista Pergolesi
  - Stabat mater f-Moll für Sopran, Alt, Streicher und Generalbass
  - Antiphon Salve Regina in c-Moll für Sopran, Streicher und Continuo
- Georg Christian Schemelli – Musicalisches Gesang-Buch
- Jan Dismas Zelenka
  - Missa Sanctissimae Trinitatis, ZWV 17
  - Alma redemptoris Mater, ZWV 126

#### Weltlich
- Johann Sebastian Bach

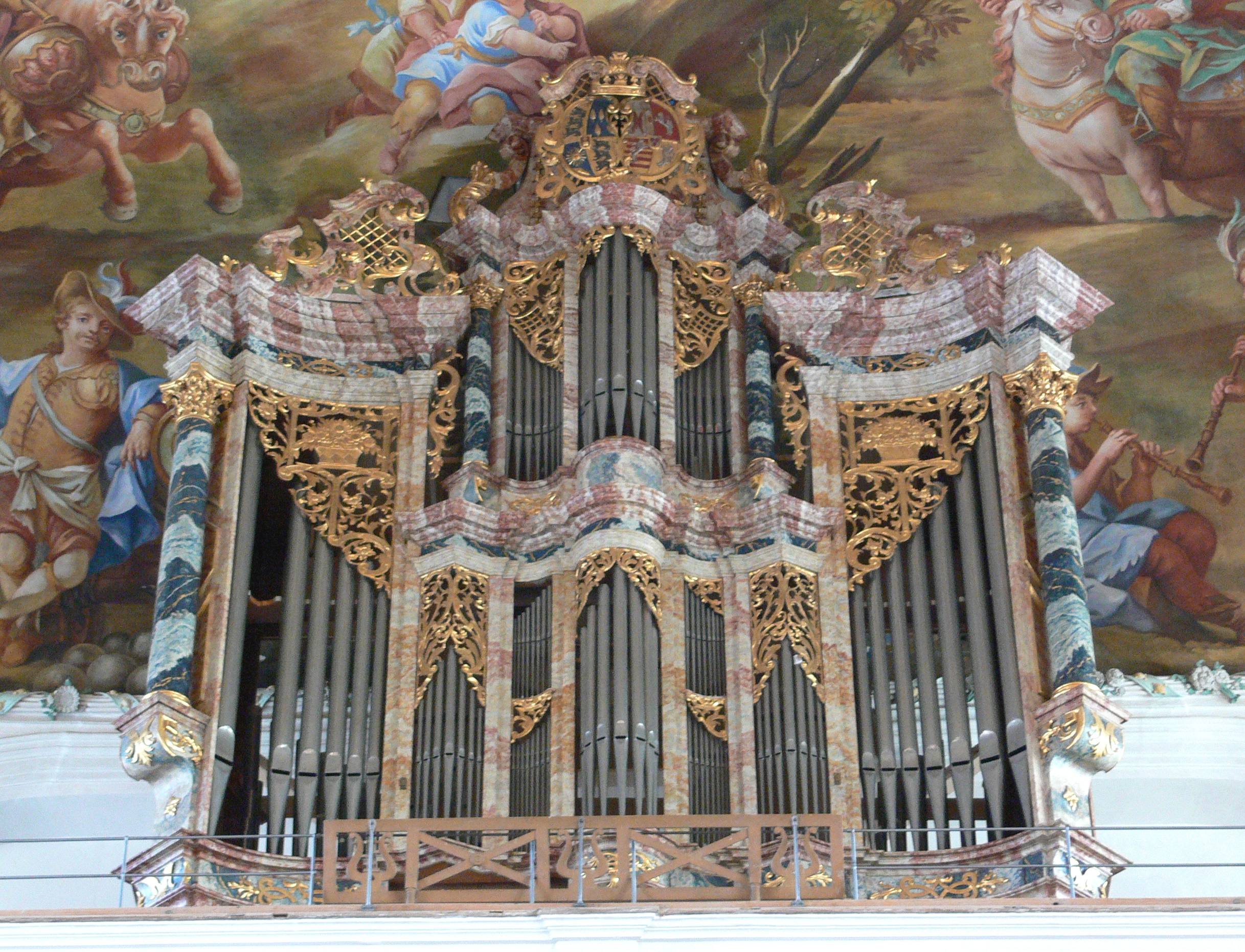
Pfarrkirche St. Katharina (Wolfegg): Orgel von Jakob Hör (1736), nach der Renovierung 2008

  - Kantate Schleicht, spielende Wellen, und murmelt gelinde (BWV 206)
  - Kantate Dir zu Liebe, wertes Herze (BWV Anh.41)
- Joseph Bodin de Boismortier – 6eme Recueil d’airs à boire et sérieuxe, op. 62 (Paris)
- Georg Friedrich Händel
  - Cecilia, volgi un sguardo (HWV 89)
  - Look down, harmonious saint (HWV 124)

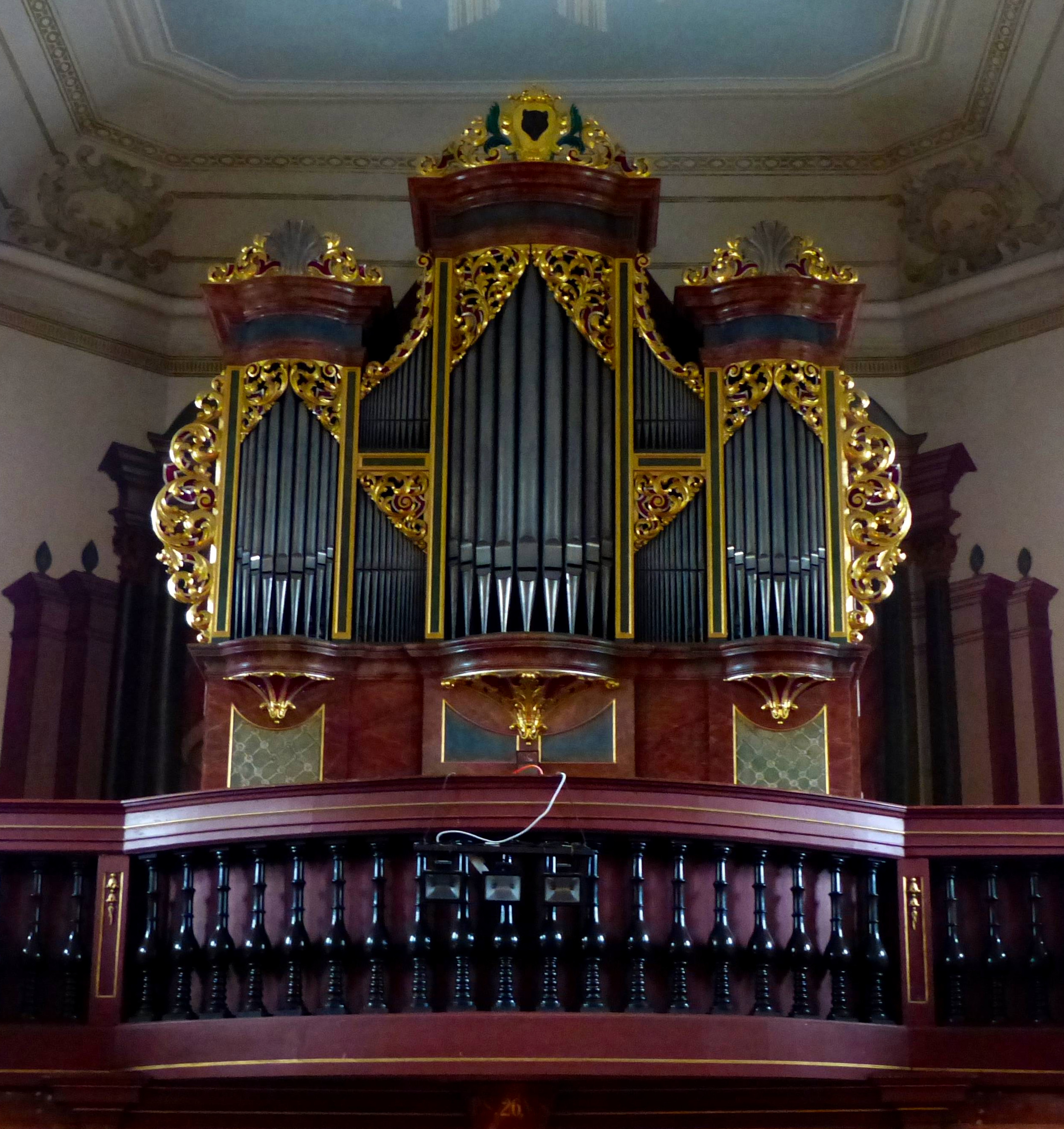
Kirche in Zöblitz, Silbermannorgel, Balustrade mit Serpentin-Elemente

- Georg Philipp Telemann – VI Moralische Kantaten (TWV 20:23-28)

### Lehrwerke
- Michel Pignolet de Montéclair – Principes de Musique divisées en quatre classes
- Jose de Torres y Martínez Bravo – Reglas generales de acompañar

### Instrumentenbau
- Jacob Hör
  - stellt die Orgel in der Pfarrkirche St. Katharina in Wolfegg fertig.
- Zacharias Hildebrandt
  - vollendet die Orgel in der Christuskirche in Eutritzsch.
- Gottfried Silbermann
  - vollendet nach vierjähriger Bauzeit die Orgel in der Frauenkirche in Dresden und
  - stellt nach sechsjähriger Bauzeit die Orgel in der Stadtkirche in Zöblitz fertig.
- Antonio Stradivari
  - fertigt die Violine Muntz und
  - das Violoncello „Paganini, Ladenburg“.

## Geboren

### Geburtsdatum gesichert
- 03. Februar: Johann Georg Albrechtsberger, österreichischer Komponist und Musiktheoretiker († 1809)
- 21. März: Dorothea Wendling, deutsche Opernsängerin († 1811)
- 04. Juni: Ignaz Fränzl, deutscher Komponist, Geiger, Bratschist und Kapellmeister († 1811)
- 15. August: Johann Christoph Kellner, deutscher Organist und Komponist († 1803)
- 18. November: Carl Friedrich Christian Fasch, preußischer Musiker, Komponist, Musiklehrer und Chorleiter († 1800)

### Genaues Geburtsdatum unbekannt
- Hans Jakob Nägeli, Schweizer Pfarrer, Komponist und Chorleiter († 1806)

## Gestorben

### Todesdatum gesichert

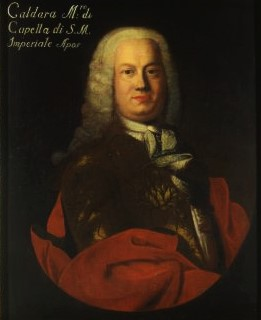
Antonio Caldara; † 28. Dezember

- 07. Januar: Česlav Vaňura, böhmischer Komponist und Priester der Minoriten (* 1694)
- 13. März: John Walsh, englischer Musikverleger und Instrumentenbauer (* um 1665)
- 16. März: Giovanni Battista Pergolesi, italienischer Komponist (* 1710)
- 26. März: Georg Balthasar Schott, deutscher Komponist, Kantor und Organist (* 1686)
- 07. Mai: John Weldon, englischer Komponist und Organist (* 1676)
- 14. Mai: Giovanni Battista Vivaldi, italienischer Violinist (* 1655)
- 03. Juni: Gerhard von Holy, deutscher Orgelbauer (* 1687)
- 11. Dezember: Johannes Avenarius, deutscher evangelischer Geistlicher, Superintendent von Gera und Verfasser theologischer und hymnologischer Schriften (* 1670)
- 28. Dezember: Antonio Caldara, italienischer Cellist, Komponist und Kapellmeister (* 1670)

### Genaues Todesdatum unbekannt
- Joseph Michel, französischer Komponist und Organist (* 1679)